# Konservatoriet (dokumentarfilm)
 For alternative betydninger, se Konservatoriet. (Se også artikler, som begynder med Konservatoriet)
Konservatoriet er en dansk dokumentarfilm fra 1978 instrueret af Ole John.

## Handling
Klassisk ballet